# Culex alinkios
Culex alinkios är en tvåvingeart som beskrevs av Sallum och Hutchings 2003. Culex alinkios ingår i släktet Culex och familjen stickmyggor. Inga underarter finns listade i Catalogue of Life.